# Église Saint-Cyr-et-Sainte-Julite de Saint-Xist
L'église Saint-Cyr-et-Sainte-Julitte (ou prieuré Saint-Cyr-et-Sainte-Julite) est une église de styles roman et gothique située à Saint-Xist, hameau de la commune de La Tour-sur-Orb dans le département français de l'Hérault en région Occitanie.
Elle est placée sous le vocable de saint Cyr (Cyr de Tarse) et de sa mère sainte Julitte (Juliette de Césarée).

## Localisation
L'église Saint-Cyr-et-Sainte-Julite se situe au pied du mont Muratou, au nord-ouest du hameau de Saint-Xist.
On y accède depuis la route départementale D35E22, dite « Route des Vignes », par la rue du Prieuré ou par le chemin de l'Église.

## Historique
La première mention de l'église Saint-Cyr remonte à 1135, époque où elle constituait une dépendance de l'abbaye de Villemagne.
Seul le clocher subsiste de l'église du XIIe siècle, l'église actuelle datant de la fin du XIIIe siècle ou du XIVe siècle, les chapelles latérales du XVe ou  XVIe siècle et le cloître du XVIe ou  XVIIe siècle.
L'église avait autrefois deux annexes : Frangouille et Saint-Vincent.
L'église et son cloître font l'objet d'une inscription au titre des monuments historiques depuis le 27 décembre 1979.

## Architecture

### Le clocher roman

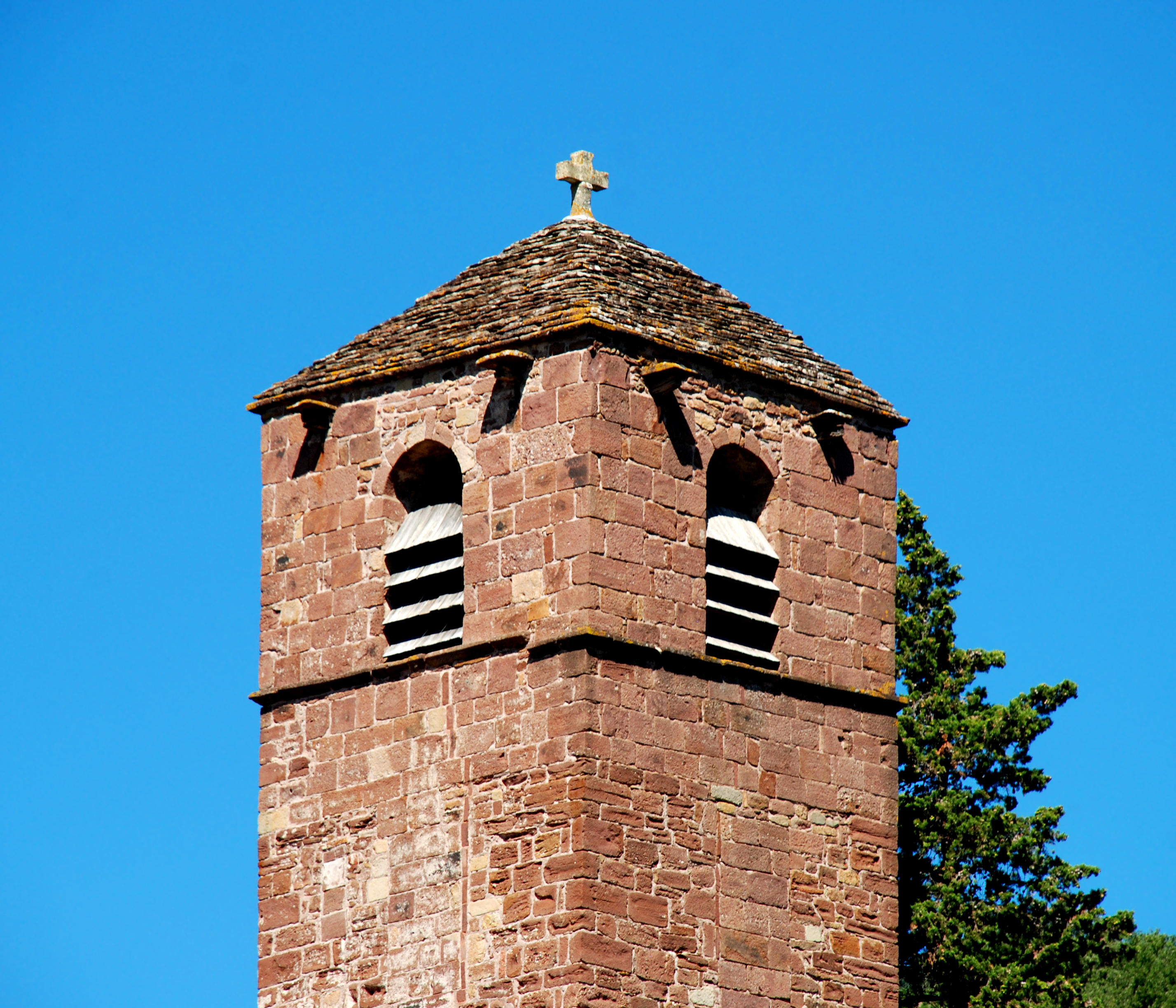
Le dernier niveau du clocher.

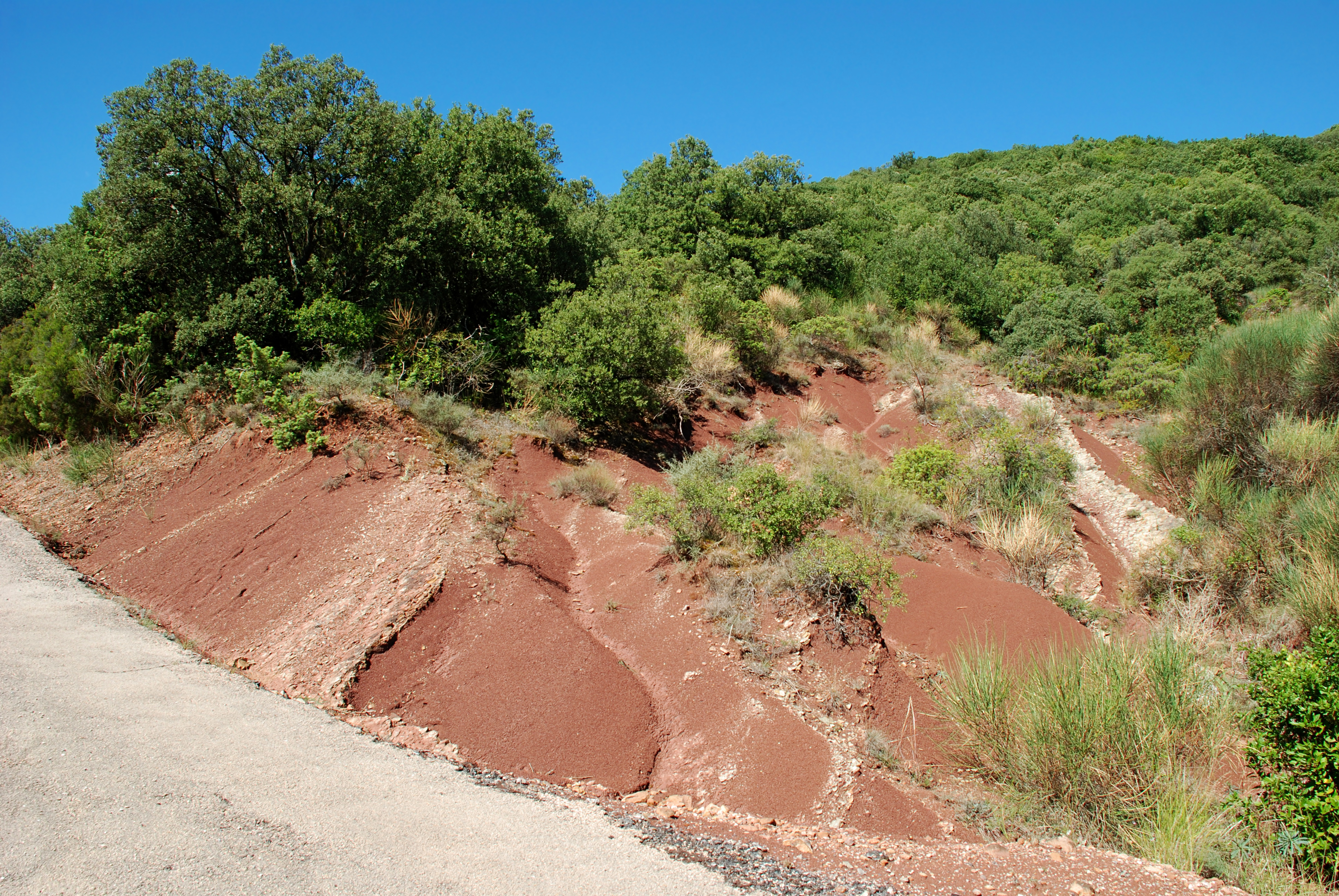
Terres rouges à l'entrée du chemin de l'Église.

L'élément le plus remarquable de l'église est son clocher roman du XIIe siècle édifié en grès rouge d'extraction locale, la "ruffe", provenant des terres rouges de l'ancien hameau minier du Ruffas, situé à 1 km au nord-est de Saint-Xist.
Ce clocher, qui était jadis enduit, comporte trois niveaux, séparés l'un de l'autre par un cordon de pierre. Alors que le premier niveau est aveugle, le second niveau est percé de baies géminées à l'ouest, d'une baie cintrée au nord et de baies murées sur les autres faces.
La maçonnerie irrégulière des deux premiers niveaux cède la place, dans la partie supérieure du second niveau, à une maçonnerie de blocs de pierre de taille assemblée en grand appareil régulier.
Le dernier niveau, enfin, est percé sur chaque face d'une baie campanaire à abat-son et surmonté d'une courte toiture en pyramide couverte de lauzes et sommée d'une croix en pierre.

Clocher roman
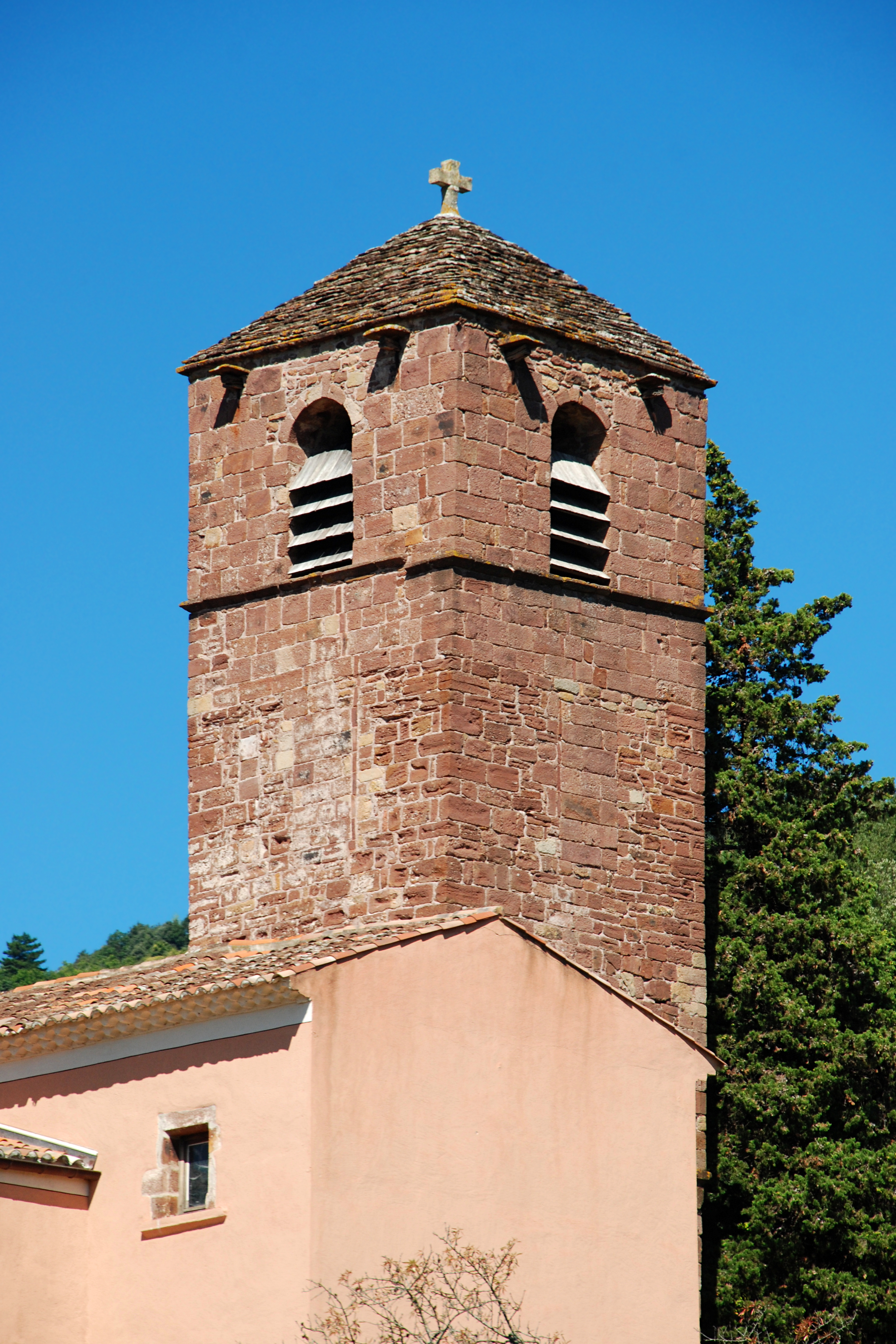
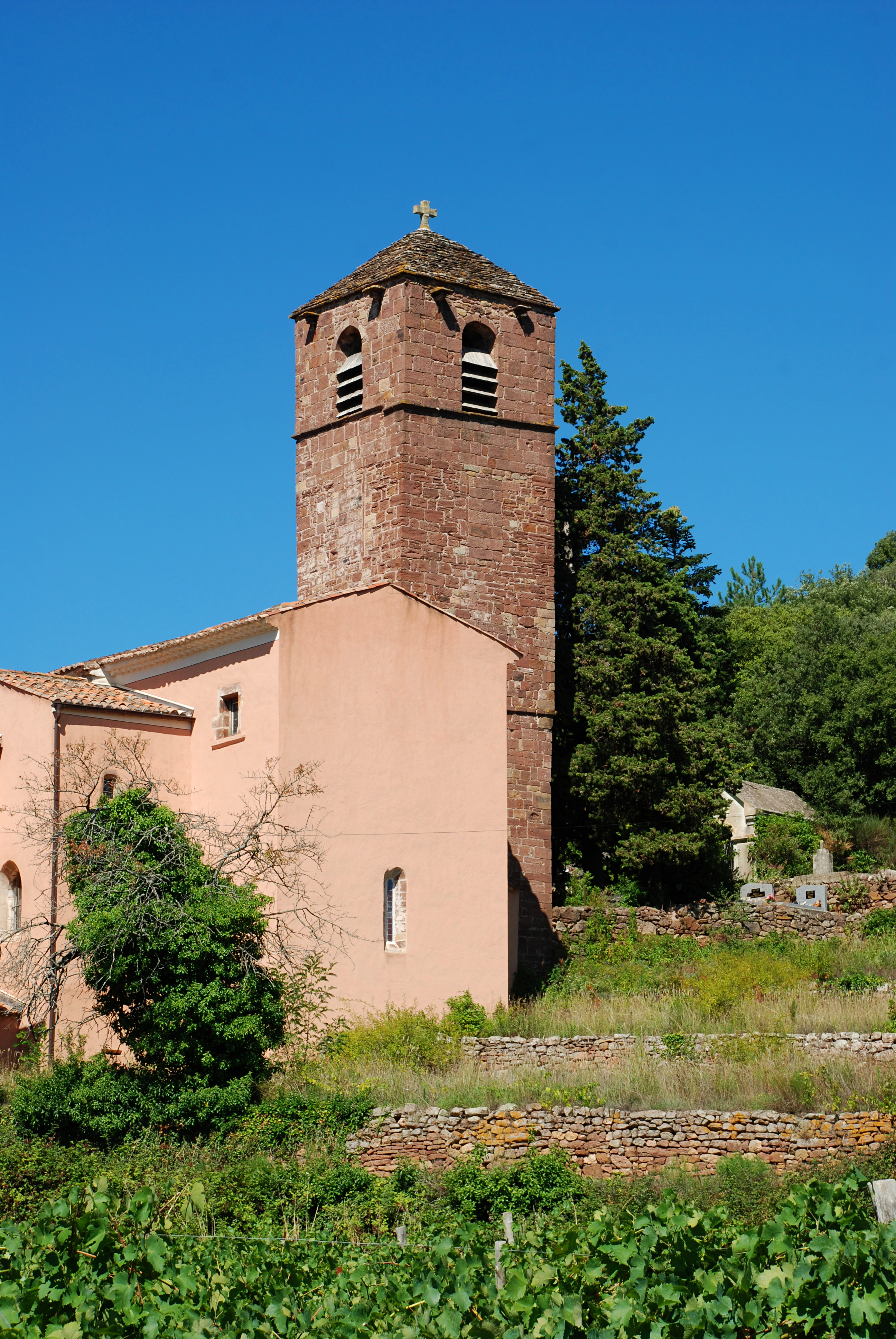
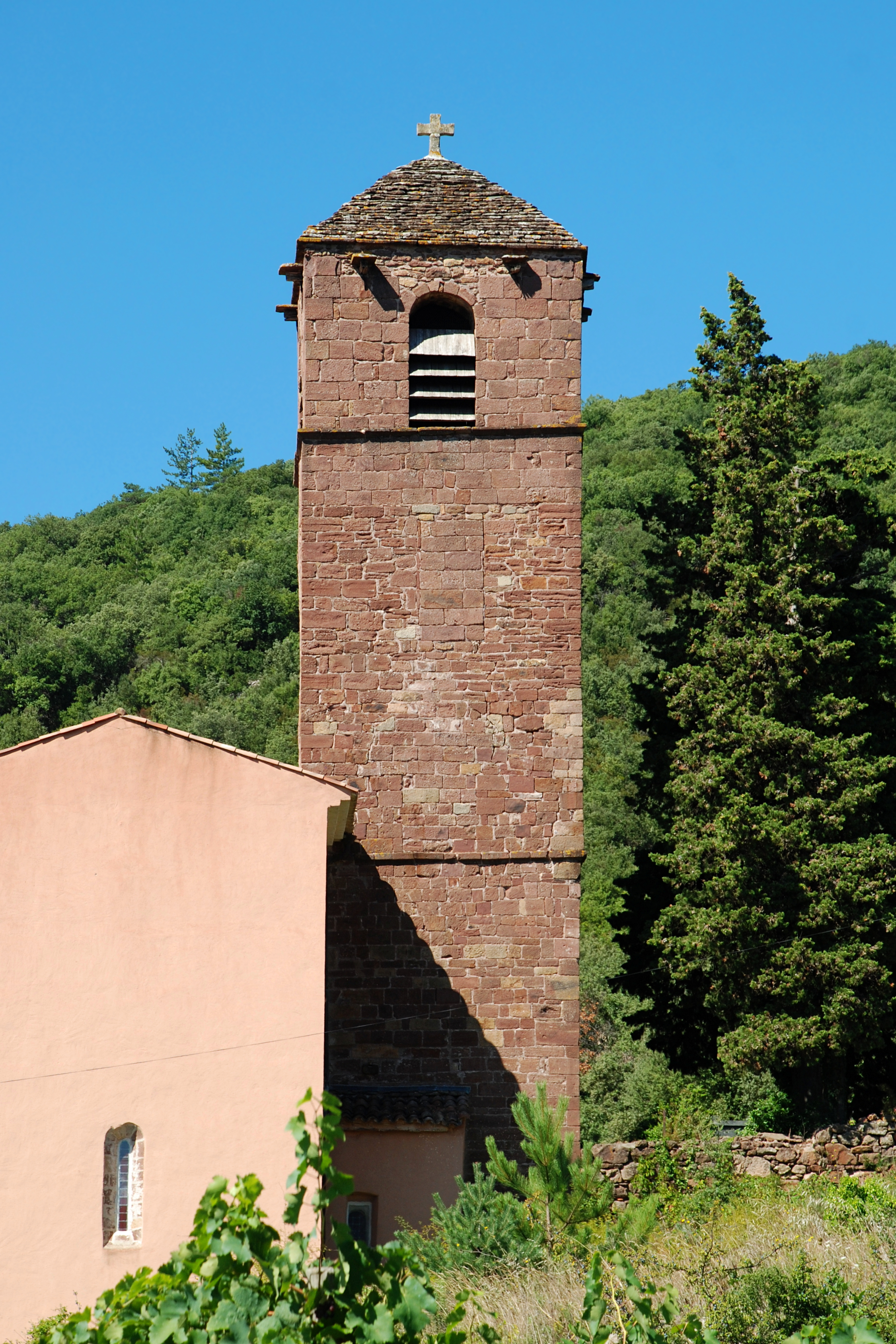

### L'église
L'église aux façades enduites de crépi rose, flanquée du clocher au nord et du cloître au sud, est un édifice composé d'une nef unique et d'un chevet plat datant du XIIIe ou  XIVe siècle et de quatre chapelles latérales ajoutées au XVe ou au  XVIe siècle qui lui confèrent un plan en croix latine.
À l'est, l'église est terminée par un chevet plat percé du côté du levant et du midi de fines baies cintrées à simple ébrasement, au niveau desquelles la pierre de taille est encore apparente.
La façade occidentale est percée d'un portail de style ogival surmonté d'un oculus traité en entonnoir. Le portail possède une triple voussure : les voussures internes sont ornées de boudins porté par des colonnettes jumelées tandis que la voussure externe est composée de claveaux portés par des piédroits en blocs de pierre de taille. L'arc brisé du portail est protégé par un larmier porté par des culots géométriques.

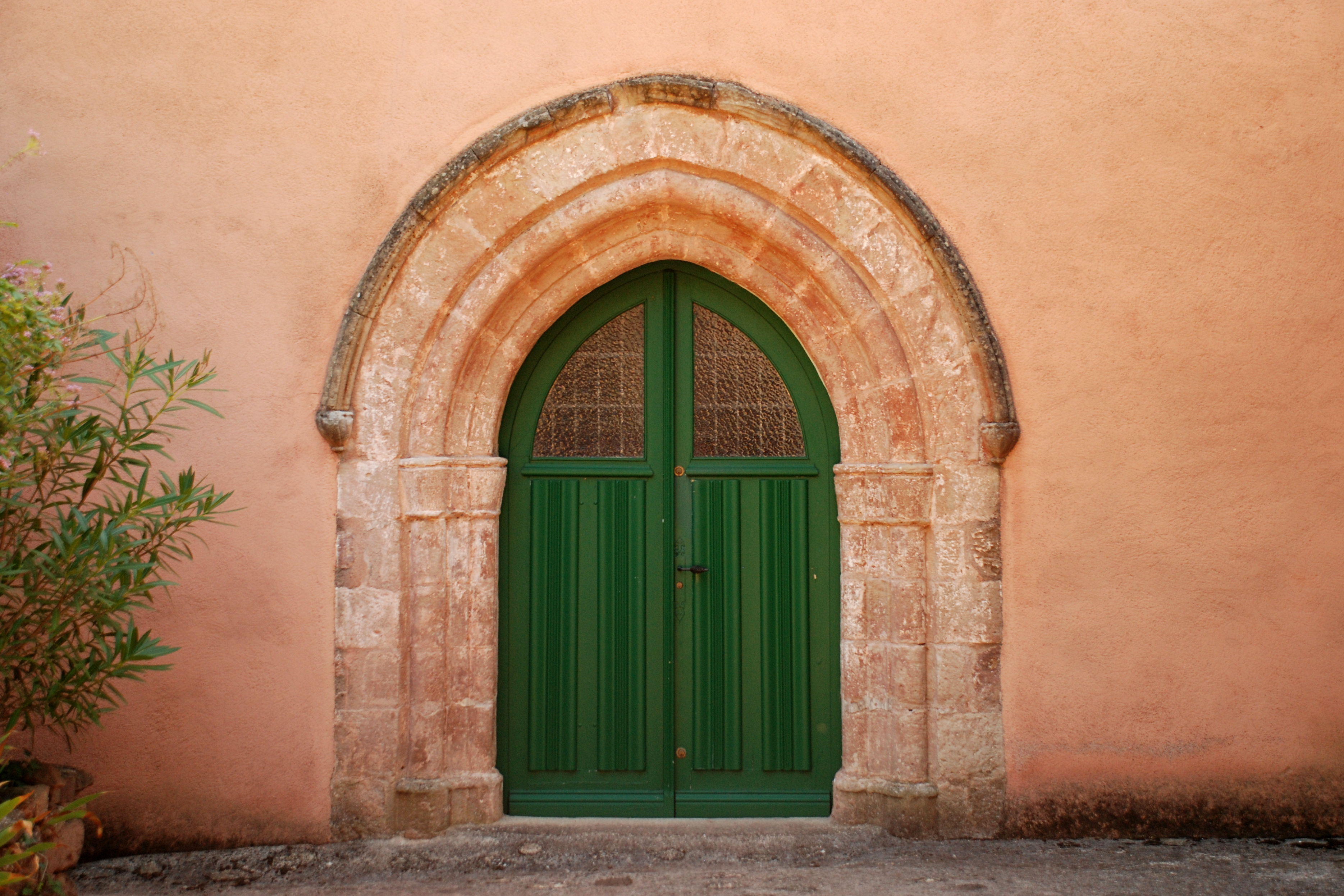
Le portail ogival.
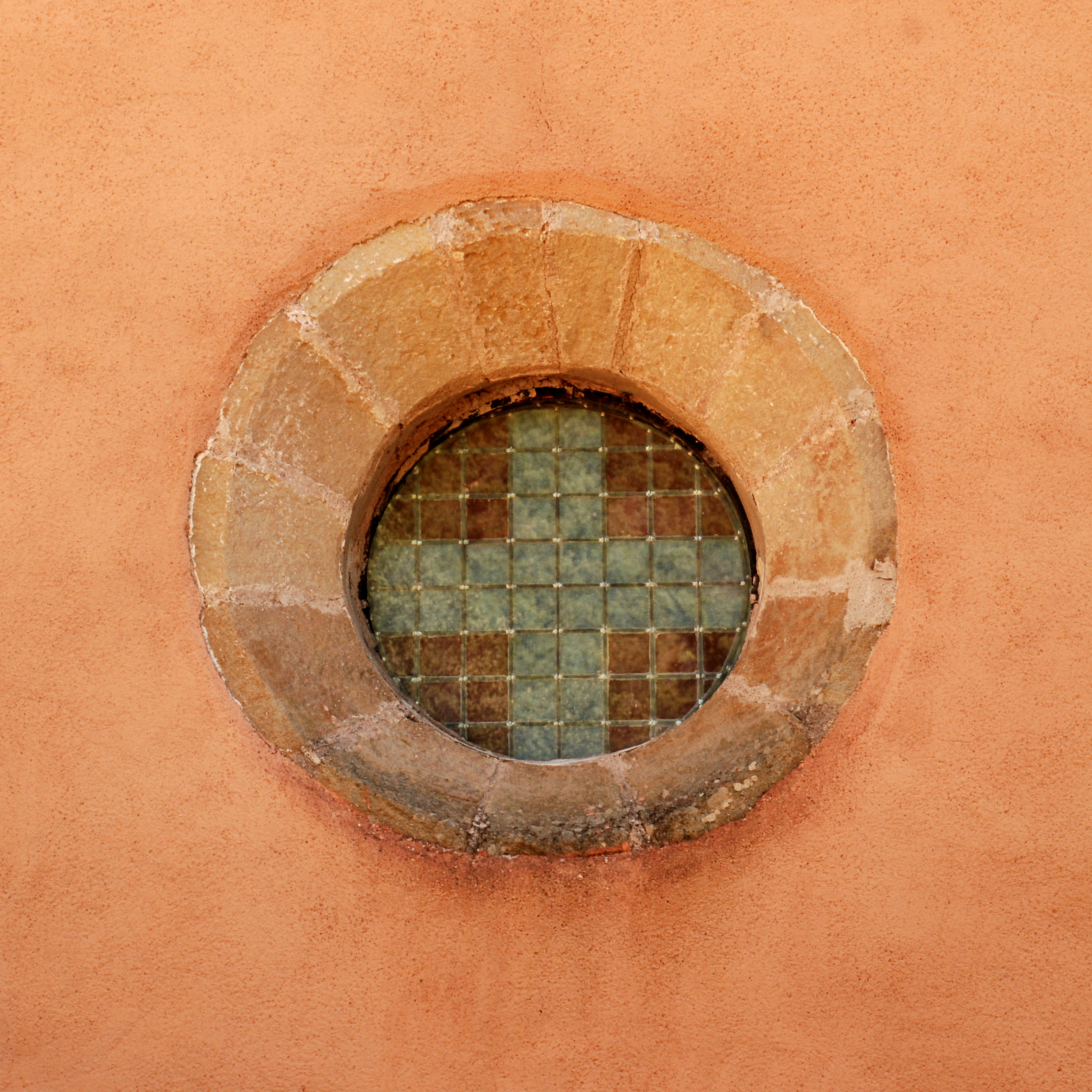
L'oculus en entonnoir.
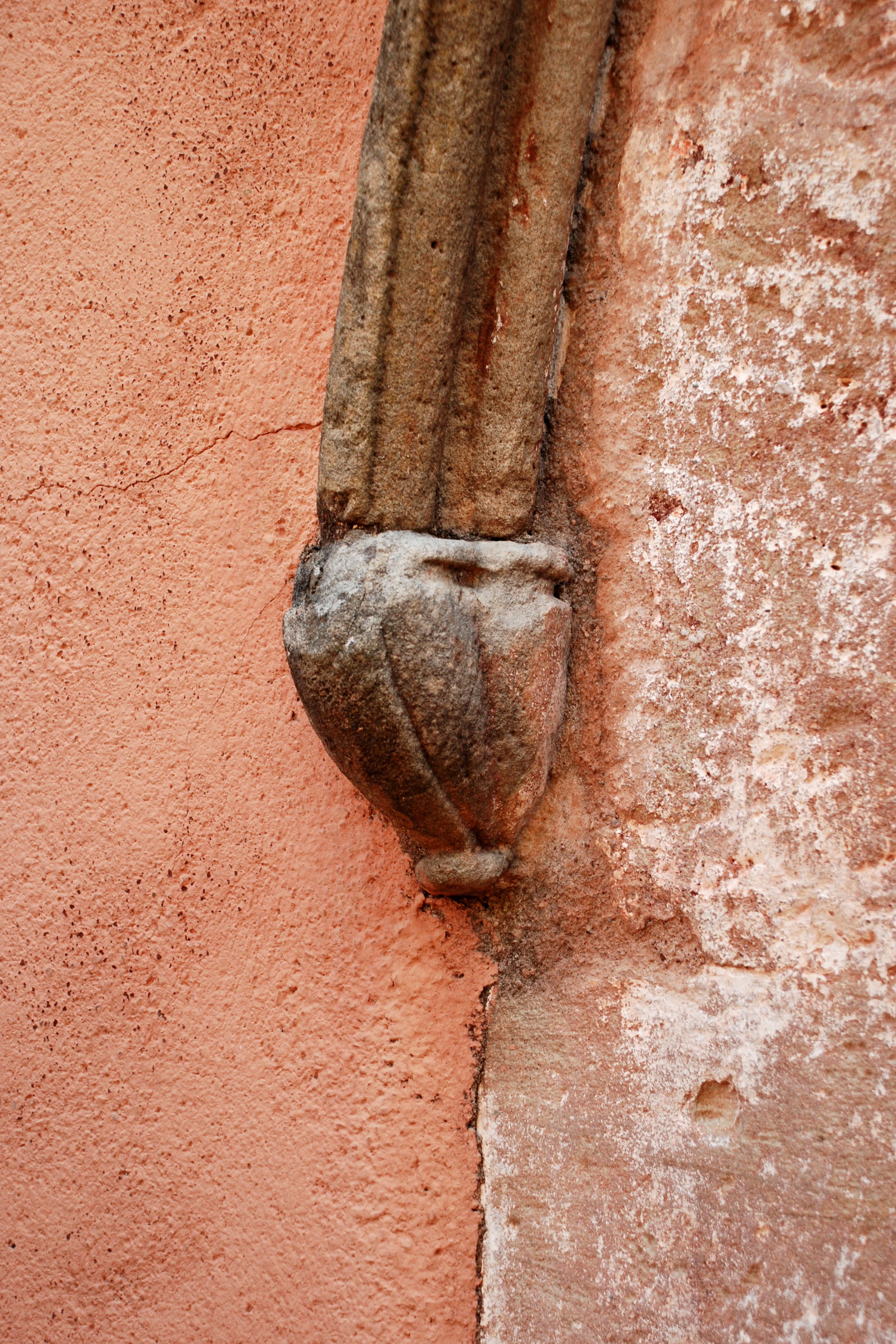
Culot du portail.

### Le cloître
Au sud-ouest de l'église se trouve un cloître, ajouté probablement au XVIe ou au  XVIIe siècle.
Ce cloître, qui communique avec l'église par la sacristie et une des chapelles latérales, est composé d'une cour entourée de murs percés d'arcades en plein cintre, portant une galerie.
La galerie est couverte par une charpente supportée par seize colonnes de section polygonale avec chapiteaux cubiques.